# Lilium jinfushanense
Lilium jinfushanense là một loài thực vật có hoa trong họ Liliaceae. Loài này được L.J.Peng & B.N.Wang miêu tả khoa học đầu tiên năm 1986.